# Distretto di Dinar
Il distretto di Dinar (in turco Dinar ilçesi) è un distretto di 50 311 abitanti della provincia di Afyonkarahisar, in Turchia.